# Timpanon

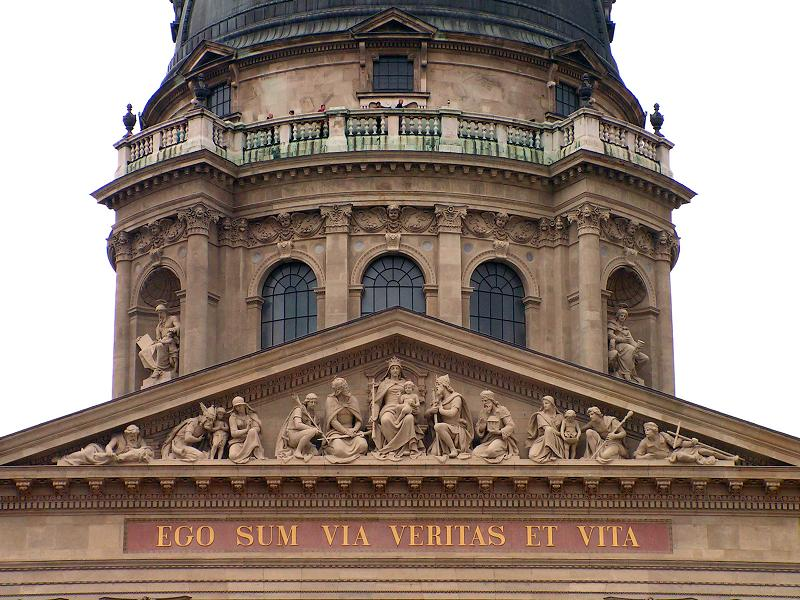
A budapesti Szent István-bazilika timpanonja a kupola körkilátójával

A timpanon (tümpanon) eredeti jelentése szerint ókori zeneszerszám, az építészetben nevét ablak- és ajtózáradék felett alkalmazott díszítések megnevezésére is használták.

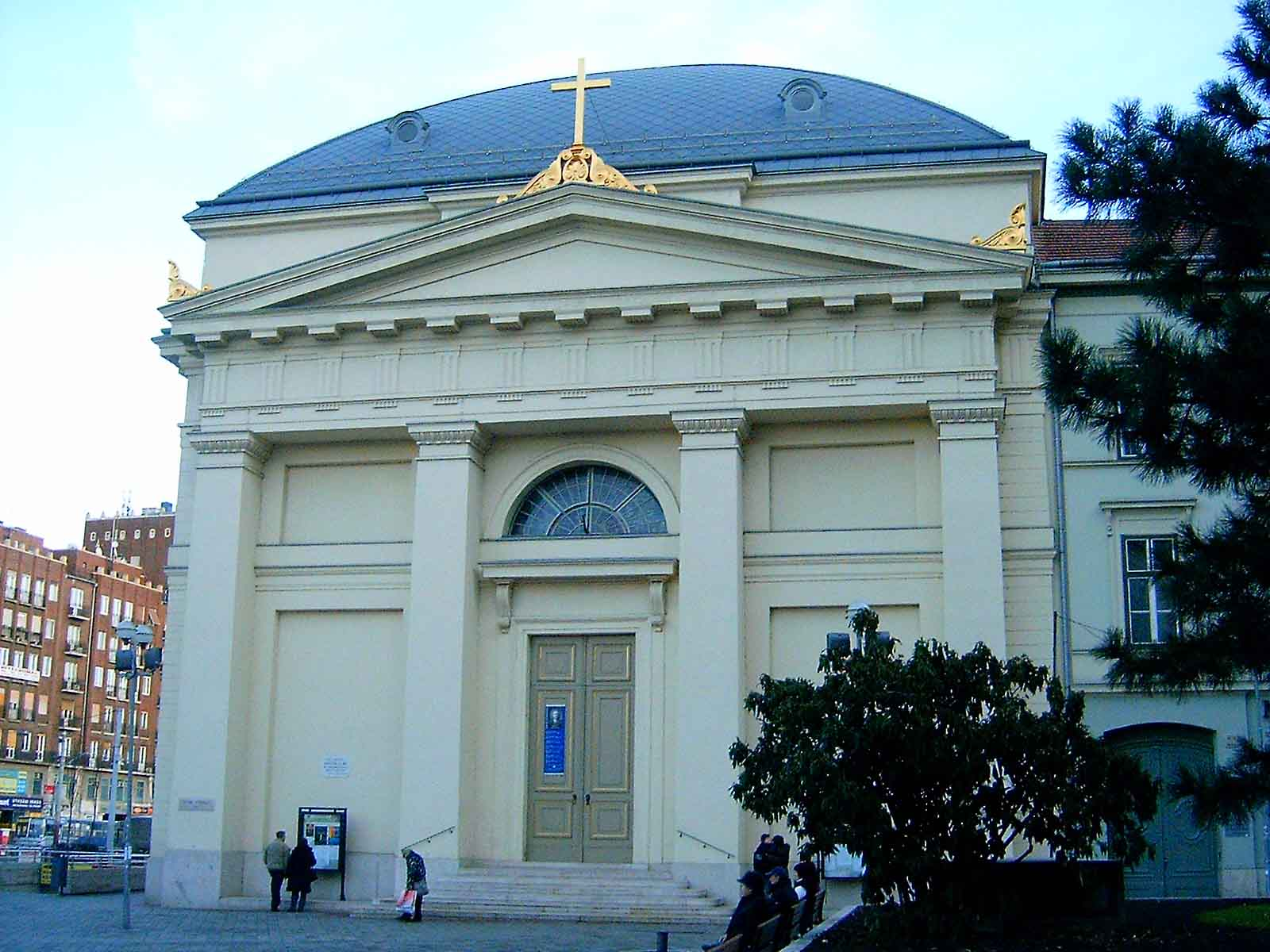
Timpanon a budapesti Deák téri evangélikus templom főhomlokzatán

Leggyakoribb jelentése most az orommező: a nyeregtetős épületek háromszög alakú, esetleg ívesen zárt, párkánnyal határolt homlokfelülete, illetve fülkéje, amit gyakran szobordíszekkel töltöttek ki. Formája és helye az épület homlokzatán megkötötte az ábrázolandók kompozícióját, érvényesülését pedig zavarta az előreugró eresz. Ezen úgy segítettek, hogy a timpanon hátfalát előre hozták, a figurákat pedig megemelt talapzatra tették. A görög templomok timpanondíszeinek a legkorábbi időkben bajelhárító szerepe volt; a szimmetrikusan elhelyezett állatalakok közé a legtöbbször Gorgó-alakot állítottak (Korküra). Később a templom istenéhez vagy a városhoz köthető mitológiai jelenetek kerültek a képmezőbe (Olümpiai Zeusz-templom).

## A román kori művészetben

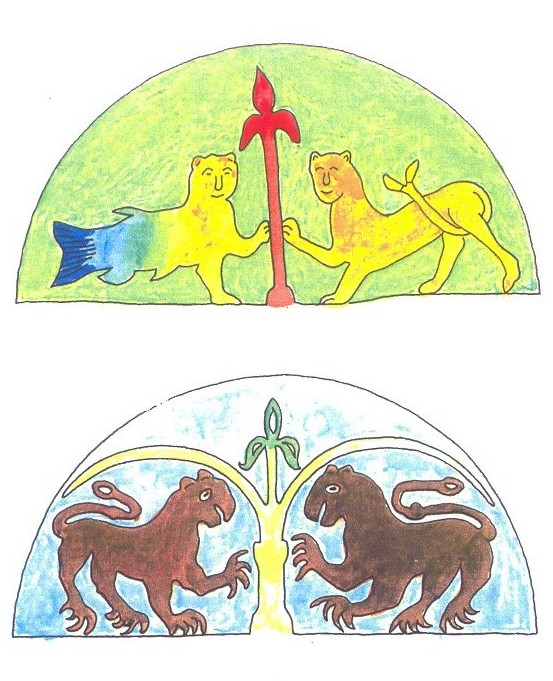
Két erdélyi román kori templom timpanonja életfajelenettel:Vurpód és Vízakna

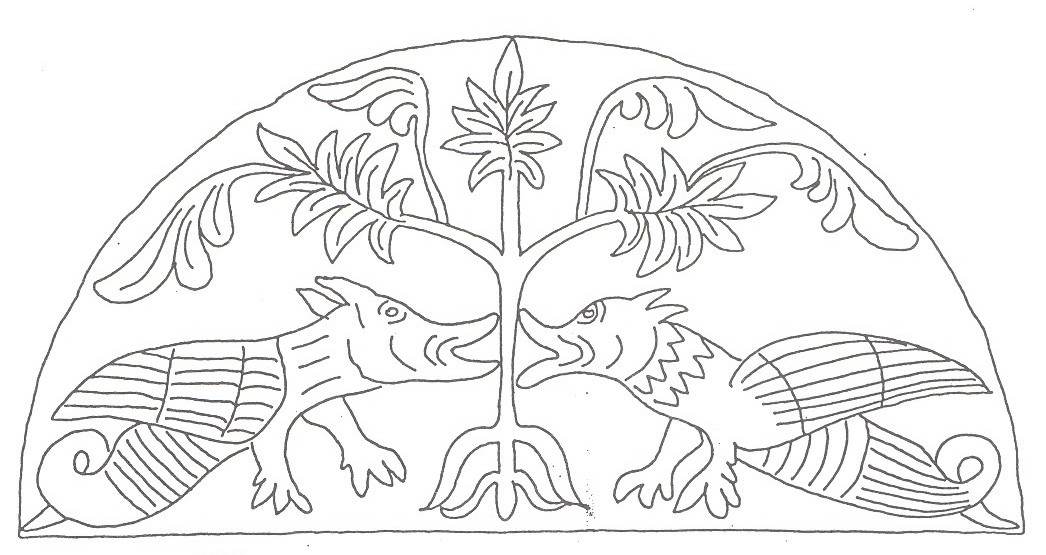
Rajz a soproni Szent Jakab-kápolna nevezetes timpanonjáról, ahol sárkányok állnak az életfa mellett

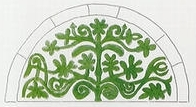
Rajz a monoszlói templom déli kapujának életfás timpanonjáról, ahol madarak állnak az életfa mellett

A kapu feletti ívmező nem csak háromszög alakú lehetett, hanem a román kori építészetben félköríves. Ezt a mezőt általában, festéssel vagy kőfaragással gazdagon díszítették. Magyarországon sok régi templom román kori timpanon díszítése maradt fönn. Néhányat megtalálunk a következő falvak és városok templomainál: Zalaháshágy, Monoszló, Csempeszkopács, Sopron, Szeged, Böde, Domonkosfa, Halmágy, Ják, Vurpód, Vízakna. A magyarországi templomoknál igen gyakori az életfa jelenet a román kori timpanonokon.

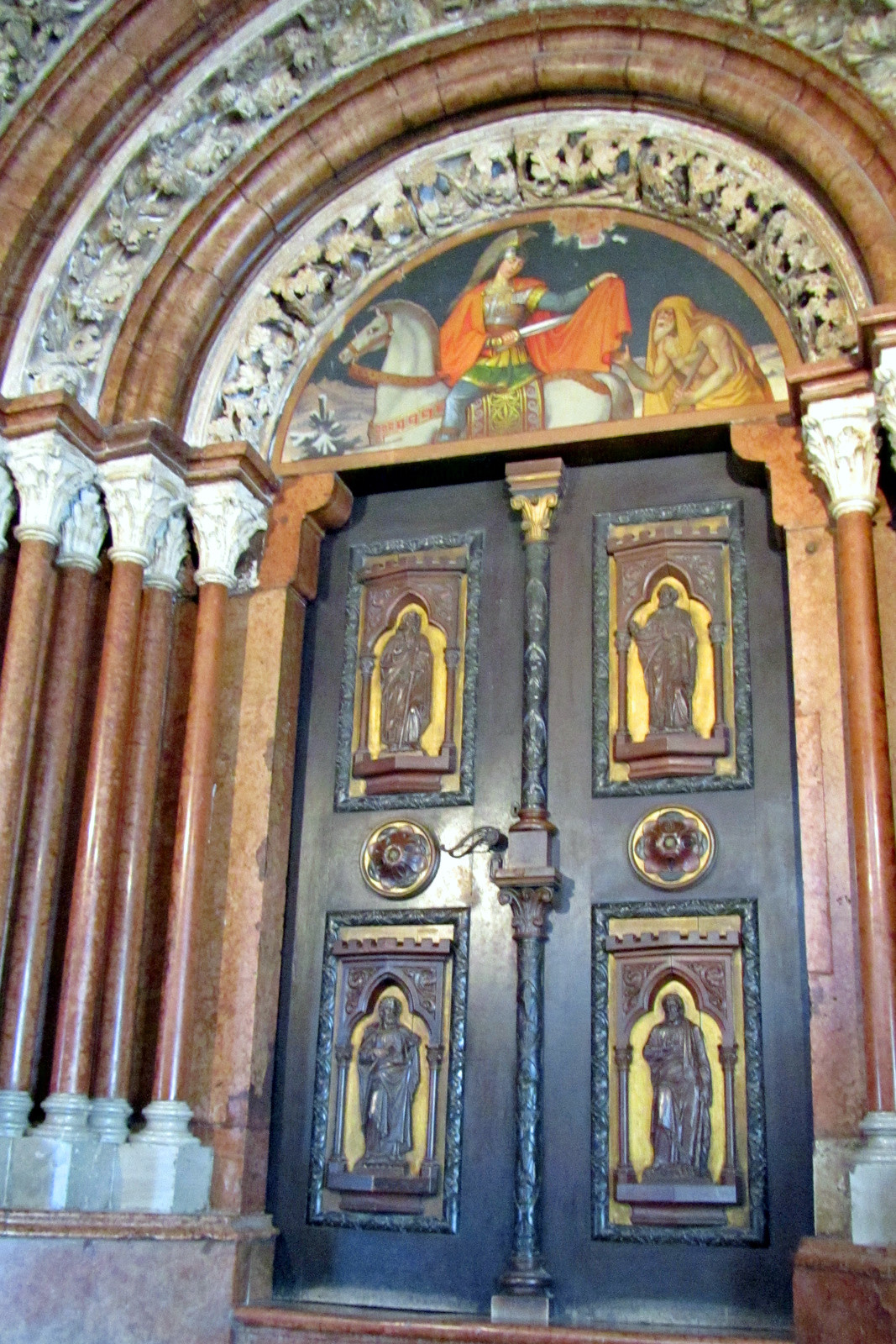
A Pannonhalmi Apátság kerengőjére nyíló Porta Speciosa (díszkapu)

Igen szép az a megoldás, amikor díszkapu (bélletes kapu) orommezejét díszíti a timpanon. Egyik szép emlékünk Pannonhalmán látható. Emlékezetes díszkapuja volt Esztergomban a középkori Szent Adalbert székesegyháznak.